# 윤예준
윤예준(1984년 5월 10일 ~ )은 대한민국의 배우이다.

## 학력
- 중앙대학교 연극학 학사

## 출연 작품

### 영화
- 《어우동: 주인 없는 꽃》 (2015년) - 한량 3 역

### 드라마 & 시트콤
- 《고양이띠 요리사》 (O'live, 2016년)
- 《힘내요 미스터 김》 (KBS2, 2012년)[2]
- 《오 마이 갓x2》 (SBS Plus, 2012년)

### 연극
- 《버스를 놓치다》 - 그 역
- 《유라굴로》

### 뮤지컬
- 《유라굴로》
- 《요셉 어메이징 테크니컬러 드림코트》
- 《전우》
- 《홍도야 울지마라》
- 《사운드 오브 뮤직》

### 뮤직비디오
- 디데이 - 보고싶다
- 디데이 - 숨소리 조차